# پلاثیا
پلاثیا (به اسپانیایی: Placilla) یک شهرستان در شیلی است که در استان کولچاگوا واقع شده‌است. پلاثیا ۱۴۶٫۹ کیلومتر مربع مساحت و ۸٬۲۷۷ نفر جمعیت دارد و ۲۳۴ متر بالاتر از سطح دریا واقع شده‌است.